# Observatoire de Stuttgart
L'Observatoire de Stuttgart (Sternwarte Stuttgart) est un observatoire astronomique détenu et exploité par l'association Schwäbische Sternwarte e.V.. Il est situé dans le quartier Uhlandshöhe à Stuttgart, Allemagne. Des visites des lieux sont régulièrement offertes depuis 1920 et l'observatoire affirme être l'un des plus anciens de l'Allemagne.